# Gimnastyka na Letnich Igrzyskach Olimpijskich 1992
Wyniki zawodów gimnastycznych, które odbyły się podczas Letnich Igrzysk Olimpijskich 1992 w Barcelonie. 

## Medaliści

### Gimnastyka sportowa

#### Mężczyźni
| Konkurencja            |                           |                                  |                                                 |
| ---------------------- | ------------------------- | -------------------------------- | ----------------------------------------------- |
| Wielobój indywidualnie | Wital Szczerba            | Hryhorij Misiutin                | Walery Belenki                                  |
| Wielobój drużynowo     | WNP                       | Chiny                            | Japonia                                         |
| Ćwiczenia wolne        | Li Xiaoshuang             | Yukio Iketani Hryhorij Misiutin  | -                                               |
| Skok                   | Wital Szczerba            | Hryhorij Misiutin                | Yoo Ok-ryol                                     |
| Poręcze                | Wital Szczerba            | Li Jing                          | Guo Linyao Masayuki Matsunaga Ihor Korobcziński |
| Drążek                 | Trent Dimas               | Andreas Wecker Hryhorij Misiutin | -                                               |
| Kółka                  | Wital Szczerba            | Li Jing                          | Li Xiaoshuang Andreas Wecker                    |
| Koń z łękami           | Wital Szczerba Pae Gil-su | -                                | Andreas Wecker                                  |

#### Kobiety
| Konkurencja            |                                    |                      |                                             |
| ---------------------- | ---------------------------------- | -------------------- | ------------------------------------------- |
| Wielobój indywidualnie | Tatjana Gucu                       | Shannon Miller       | Lavinia Miloșovici                          |
| Wielobój drużynowo     | WNP                                | Rumunia              | Stany Zjednoczone                           |
| Ćwiczenia wolne        | Lavinia Miloșovici                 | Henrietta Ónodi      | Shannon Miller Cristina Bontaș Tatjana Gucu |
| Skok                   | Henrietta Ónodi Lavinia Miloșovici | -                    | Tetiana Łysenko                             |
| Poręcze                | Lu Li                              | Tatjana Gucu         | Shannon Miller                              |
| Równoważnia            | Tetiana Łysenko                    | Lu Li Shannon Miller | -                                           |

### Gimnastyka artystyczna

#### Kobiety
| Konkurencja            |                       |                  |                 |
| ---------------------- | --------------------- | ---------------- | --------------- |
| Wielobój indywidualnie | Aleksandra Timoszenko | Carolina Pascual | Oksana Skaldina |

## Klasyfikacja medalowa
| Klasyfikacja medalowa | Klasyfikacja medalowa | Klasyfikacja medalowa | Klasyfikacja medalowa | Klasyfikacja medalowa | Klasyfikacja medalowa |
| --------------------- | --------------------- | --------------------- | --------------------- | --------------------- | --------------------- |
| Miejsce               | Reprezentacja         | Złoto                 | Srebro                | Brąz                  | Razem                 |
| 1.                    | WNP                   | 10                    | 5                     | 5                     | 20                    |
| 2.                    | Chiny                 | 2                     | 4                     | 2                     | 8                     |
| 3.                    | Rumunia               | 2                     | 1                     | 2                     | 5                     |
| 4.                    | Stany Zjednoczone     | 1                     | 2                     | 3                     | 6                     |
| 5.                    | Węgry                 | 1                     | 1                     | 0                     | 2                     |
| 6.                    | Korea Północna        | 1                     | 0                     | 0                     | 1                     |
| 7.                    | Japonia               | 0                     | 2                     | 1                     | 3                     |
| 8.                    | Niemcy                | 0                     | 1                     | 2                     | 3                     |
| 9.                    | Hiszpania             | 0                     | 1                     | 0                     | 1                     |
| 10.                   | Korea Południowa      | 0                     | 0                     | 1                     | 1                     |